# Ataenius chilensis
Ataenius chilensis är en skalbaggsart som beskrevs av Antoine Joseph Jean Solier 1851. Ataenius chilensis ingår i släktet Ataenius och familjen Aphodiidae. Inga underarter finns listade.